# Чемпіонат Косова з футболу 2016—2017
Чемпіонат Косова з футболу 2016—2017 — 18-й сезон найвищого рівня футбольних дивізіонів Косова. Титул чемпіона вперше здобув Трепча'89.

## Клуби
| Клуб       | Місто     | Стадіон                         |
| ---------- | --------- | ------------------------------- |
| Айвалія    | Приштина  | Айвалія                         |
| Беса       | Печ       | Шахін Гаксісламі                |
| Г'їлані    | Г'їлані   | Міський стадіон                 |
| Дреніца    | Скендерай | Байрам Алію                     |
| Дріта      | Г'їлані   | Міський                         |
| Лірія      | Прізрен   | Перпарім Тачі                   |
| Ллапі      | Подуєво   | Захір Паязіті                   |
| Приштина   | Приштина  | Фаділь Вокрі                    |
| Трепча'89  | Мітровиця | Різа Лушта                      |
| Трепча     | Мітровиця | Олімпійський стадіон Адем Яшарі |
| Феріжай    | Феріжай   | Ісмет Шабані                    |
| Феронікелі | Глоговац  | Рексеп Рексепі                  |

## Турнірна таблиця
| М   | Команда    | І  | В  | Н  | П  | МЗ | МП | РМ  | О  |
| --- | ---------- | -- | -- | -- | -- | -- | -- | --- | -- |
| 1.  | Трепча'89  | 33 | 24 | 5  | 4  | 72 | 24 | +48 | 77 |
| 2.  | Приштина*  | 33 | 22 | 6  | 5  | 46 | 18 | +28 | 72 |
| 3.  | Ллапі      | 33 | 21 | 5  | 7  | 44 | 30 | +14 | 68 |
| 4.  | Феронікелі | 33 | 20 | 5  | 8  | 61 | 27 | +34 | 65 |
| 5.  | Г'їлані    | 33 | 13 | 9  | 11 | 36 | 28 | +8  | 48 |
| 6.  | Беса*      | 33 | 13 | 8  | 12 | 43 | 39 | +4  | 47 |
| 7.  | Дреніца    | 33 | 10 | 10 | 13 | 37 | 47 | −10 | 40 |
| 8.  | Лірія      | 33 | 10 | 7  | 16 | 41 | 39 | +2  | 37 |
| 9.  | Дріта      | 33 | 9  | 8  | 16 | 21 | 34 | −13 | 35 |
| 10. | Феріжай    | 33 | 6  | 13 | 14 | 24 | 36 | −12 | 31 |
| 11. | Трепча     | 41 | 5  | 8  | 28 | 37 | 64 | −27 | 23 |
| 12. | Айвалія    | 33 | 1  | 4  | 28 | 12 | 87 | −75 | 7  |

Примітки:

1. Клуб Беса переміг у Кубку Косова 2016—2017, але не візьме участь у Лізі Європи УЄФА 2017—2018 через невидачу ліцензії УЄФА на наступний сезон. Натомість у Лізі Європи УЄФА 2017—2018 візьме участь Приштина, яка зайняла 2-е місце у чемпіонаті.

Позначення:
|  | — участь у кваліфікаційному раунді Ліги чемпіонів УЄФА 2017—2018            |
|  | — участь у кваліфікаційному раунді Ліги Європи УЄФА 2017—2018               |
|  | — клуб, що грає в плей-оф за право грати у Прем'єр–лізі в наступному сезоні |
|  | — клуб, що залишив Прем'єр–лігу                                             |

## Плей-оф
| Команда 1     | Рахунок        | Команда 2 |
| ------------- | -------------- | --------- |
| 3 червня 2017 |                |           |
| Феріжай       | 1:1 (пен. 2:3) | Влазнія   |
| 4 червня 2017 |                |           |
| Дукаджині     | 1:2            | Дріта     |

## Бомбардири
| # | Гравець        | Клуб      | Голи |
| - | -------------- | --------- | ---- |
| 1 | Отто Джон      | Трепча'89 | 27   |
| 2 | Флорент Хасані | Трепча'89 | 16   |